# Pseudocossus viettei
Pseudocossus viettei is een vlinder uit de familie houtboorders (Cossidae). De wetenschappelijke naam van deze soort is voor het eerst geldig gepubliceerd in 2011 door Yakovlev.
De soort komt voor in tropisch Afrika.